# Bieńkowice (Silésie)
Pour les articles homonymes, voir Bieńkowice.
Bieńkowice (prononciation : [bjɛɲkɔˈvit͡sɛ]) est une localité polonaise de la gmina de Krzyżanowice, située dans le powiat de Racibórz en voïvodie de Silésie.